# Bresnik (Bulgarien)
Bresnik (auch Breznik geschrieben, bulgarisch Брезник) ist eine Stadt im Westen Bulgariens. Die Stadt ist das administrative Zentrum der gleichnamigen Gemeinde in der Oblast Pernik. Bresnik liegt südlich der Sofiaebene und des Zawal-Gebirges, ca. 40 km westlich der bulgarischen Hauptstadt Sofia. In der Nähe befinden sich die Städte Tran, Sliwniza und Pernik.

## Gemeindegliederung
In der Gemeinde Bresnik (bulg. Община Брезник) sind außer die Stadt Bresnik noch folgende Orte eingegliedert:
| - Arsan (Арзан) - Babiza (Бабица) - Banischte (Банище) - Begunowzi (Бегуновци) - Bilinzi (Билинци) - Bresnischki Isvor (Брезнишки извор) - Brusnik (Брусник) - Dolna Sekirna (Долна Секирна) - Dolni Romanzi (Долни Романци) - Duschinzi (Душинци) - Garlo (Гърло) - Giginzi (Гигинци) | - Gorna Sekirna (Горна Секирна) - Gorni Romanzi (Горни Романци) - Gos (Гоз) - Jaroslawzi (Ярославци) - Koscharewo (Кошарево) - Konska (Конска) - Krasawa (Красава) - Kriwonos (Кривонос) - Murtinzi (Муртинци) - Neprasnenzi (Непразненци) - Noewzi (Ноевци) - Osarnowzi (Озърновци) | - Raschawez (Ръжавец) - Rebro (Ребро) - Reschanzi (Режанци) - Sadowik (Садовик) - Sawala (Завала) - Slakowzi (Слаковци) - Sopiza (Сопица) - Stanjowzi (Станьовци) - Welkowzi (Велковци) - Widriza (Видрица) |

## Geschichte

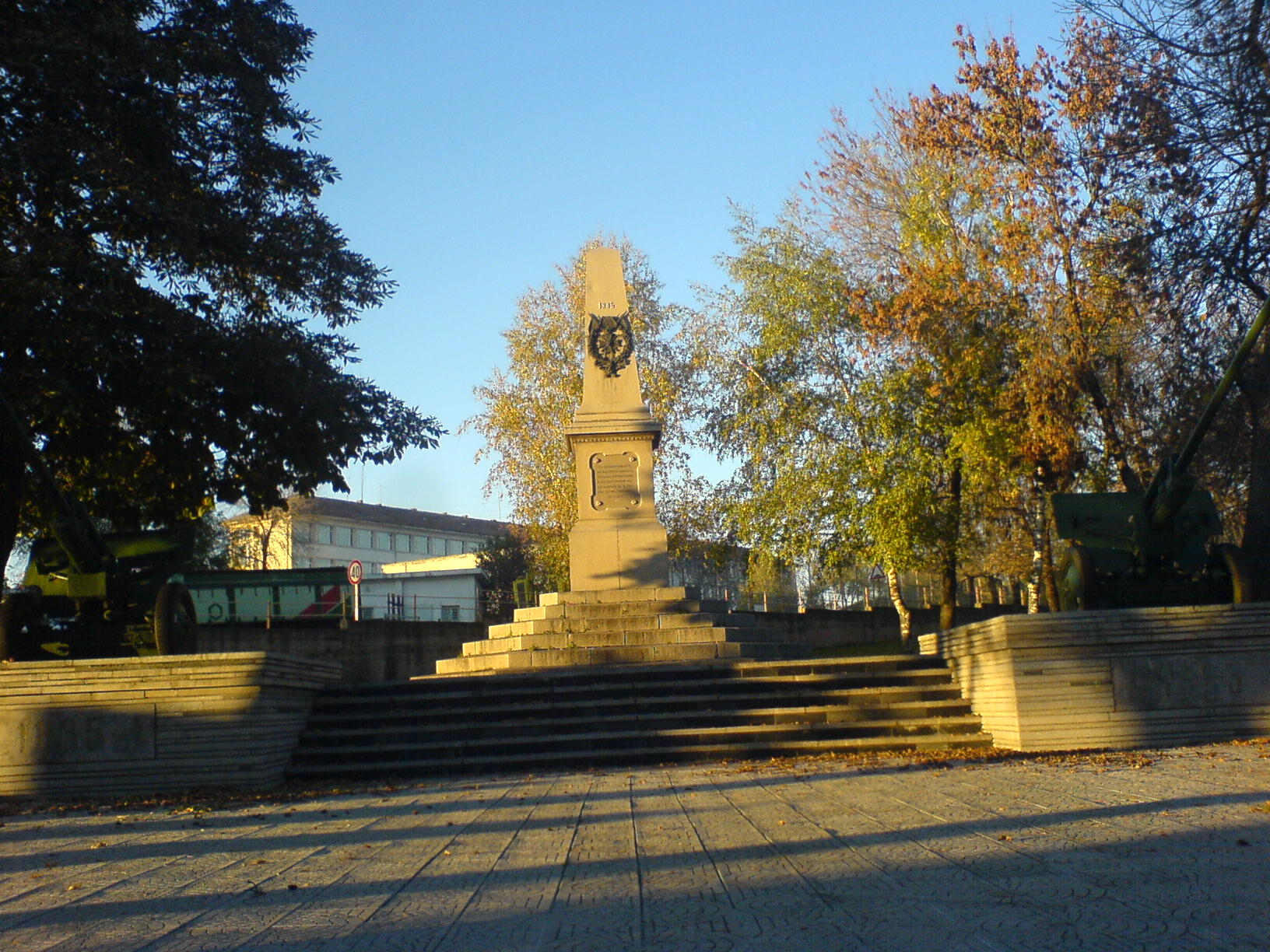
Das Denkmal für die im Serbisch-Bulgarischen Krieg gefallenen Soldaten

Während des Serbisch-Bulgarischen Krieges von 1885/86 wurde die Stadt von serbischen Truppen der Šumadija-Division besetzt, welche auf den umliegenden Anhöhen ihre Stellung bezog. In der entscheidenden Schlacht bei Sliwniza wurden Bresnik und das umliegende Gebiet zum Kriegsschauplatz. Am 8. Novemberjul. / 20. November 1885greg. wurde das Dorf zurückerobert.
Die Stadt ist seit 2005 Namensgeber für die Breznik Heights, ein Gebirge auf Greenwich Island in der Antarktis.

## Sehenswürdigkeiten
Bresnik und die naheliegende Region sind reich an archäologischen Funden aller Epochen. Die Region ist seit der Antike besiedelt. 1870 wurde hier ein Tschitalischte gegründet.

## Persönlichkeiten

### Söhne und Töchter der Stadt
- Asen Krastew, General
- Kati, Sängerin
- Konstantin Georgiew (1873–1965), Offizier
- Krum Sawow, Sportjournalist
- Liljana Barewa, Operndiva
- Margarita Chranowa, Sängerin
- Slawtscho Pirtschew (1886–1973), Offizier und Freiheitskämpfer
- Zwetana Tabakowa, Operndiva